# Copa América de Voleibol de 2008
A Copa América de Voleibol de 2008 foi a 7.ª edição deste torneio organizado pela Confederação Sul-Americana de Voleibol (CSV) e pela Confederação da América do Norte, Central e Caribe de Voleibol (NORCECA). O torneio aconteceu entre os dias 24 e 27 de setembro no Ginásio Aecim Tocantins, em Cuiabá. Essa foi a última edição a ser realizada sob a chancela da NORCECA e no formato exclusivamente masculino, antes do longo período de hiato da competição entre 2009 e 2024.
Presente desde a primeira edição, o Canadá foi substituído pelo México, assim como teve o retorno da Venezuela e a saída da República Dominicana.
Após oito anos, Cuba conquistou o seu segundo título na competição ao vencer o Brasil na grande final, que pela terceira vez consecutiva foi decidida no tie-break, assim como os brasileiros mais uma vez fecharam em segundo, apesar de serem amplamente favoritos por não terem perdido um set. Além disso, essa também é a primeira vez que os Estados Unidos, atuais campeões, não disputaram a semifinal, assim como a Venezuela conquistou a inédita medalha de bronze ao superar a Argentina.

## Formato de disputa
A primeira fase reuniu as seis seleções em dois grupos de três equipes. As duas melhores classificadas de cada grupo, disputaram a fase final em cruzamento olímpico entre semifinal, disputa do bronze e final, enquanto que a não classificada de cada grupo disputa o quinto lugar.
Para critérios de sistema de pontos, o placar de 3-0 ou 3-1 garantiu três pontos para a equipe vencedora e nenhum para a equipe derrotada; já o placar de 3-2 garantiu dois pontos para a equipe vencedora e um para a perdedora.

## Primeira fase

### Grupo A
Classificação
|  |                                 |
|  | Classificados para a semifinal. |

|     |                |     | Jogos | Jogos | Jogos | Resultados | Resultados | Resultados | Resultados | Resultados | Resultados | Sets | Sets | Sets  | Pontos | Pontos | Pontos |
| Pos | Equipe         | Pts | T     | V     | D     | 3–0        | 3–1        | 3–2        | 2–3        | 1–3        | 0–3        | V    | P    | R     | V      | P      | R      |
| --- | -------------- | --- | ----- | ----- | ----- | ---------- | ---------- | ---------- | ---------- | ---------- | ---------- | ---- | ---- | ----- | ------ | ------ | ------ |
| 1   | Cuba           | 5   | 2     | 2     | 0     | 1          | 0          | 1          | 0          | 0          | 0          | 6    | 2    | 3,000 | 188    | 155    | 1.213  |
| 2   | Argentina      | 2   | 2     | 1     | 1     | 0          | 0          | 1          | 0          | 0          | 1          | 3    | 5    | 0.600 | 153    | 171    | 0.895  |
| 3   | Estados Unidos | 2   | 2     | 0     | 2     | 0          | 0          | 0          | 2          | 0          | 0          | 4    | 6    | 0.667 | 196    | 211    | 0.929  |

| Data   | Hora  |           | Placar |                | Set 1 | Set 2 | Set 3 | Set 4 | Set 5 | Total   | Relatório |
| ------ | ----- | --------- | ------ | -------------- | ----- | ----- | ----- | ----- | ----- | ------- | --------- |
| 24 set | 15:00 | Cuba      | 3–2    | Estados Unidos | 25–19 | 25–27 | 23–25 | 25–21 | 15–8  | 113–100 | Resultado |
| 25 set | 15:00 | Argentina | 3–2    | Estados Unidos | 25–17 | 16–25 | 25–16 | 17–25 | 15–13 | 98–96   | Resultado |
| 26 set | 15:00 | Cuba      | 3–0    | Argentina      | 25–21 | 25–16 | 25–18 |       |       | 75–55   | Resultado |

### Grupo B
Classificação
|  |                                 |
|  | Classificados para a semifinal. |

|     |           |     | Jogos | Jogos | Jogos | Resultados | Resultados | Resultados | Resultados | Resultados | Resultados | Sets | Sets | Sets  | Pontos | Pontos | Pontos |
| Pos | Equipe    | Pts | T     | V     | D     | 3–0        | 3–1        | 3–2        | 2–3        | 1–3        | 0–3        | V    | P    | R     | V      | P      | R      |
| --- | --------- | --- | ----- | ----- | ----- | ---------- | ---------- | ---------- | ---------- | ---------- | ---------- | ---- | ---- | ----- | ------ | ------ | ------ |
| 1   | Brasil    | 6   | 2     | 2     | 0     | 2          | 0          | 0          | 0          | 0          | 0          | 6    | 0    | MAX   | 150    | 109    | 1.376  |
| 2   | Venezuela | 3   | 2     | 1     | 1     | 1          | 0          | 0          | 0          | 0          | 1          | 3    | 3    | 1,000 | 130    | 132    | 0.985  |
| 3   | México    | 0   | 2     | 0     | 2     | 0          | 0          | 0          | 0          | 0          | 2          | 0    | 6    | 0,000 | 117    | 150    | 0.780  |

| Data   | Hora  |           | Placar |           | Set 1 | Set 2 | Set 3 | Set 4 | Set 5 | Total | Relatório |
| ------ | ----- | --------- | ------ | --------- | ----- | ----- | ----- | ----- | ----- | ----- | --------- |
| 24 set | 21:00 | Brasil    | 3–0    | México    | 25–18 | 25–16 | 25–20 |       |       | 75–54 | Resultado |
| 25 set | 21:00 | Brasil    | 3–0    | Venezuela | 25–20 | 25–19 | 25–16 |       |       | 75–55 | Resultado |
| 26 set | 21:00 | Venezuela | 3–0    | México    | 25–20 | 25–17 | 25–20 |       |       | 75–57 | Resultado |

## Fase final

### Final four
|  | Semifinais     | Semifinais     |   |                | Final          | Final |  |
|  |                |                |   |                |                |       |  |
|  | 27 de setembro |                |   |                |                |       |  |
|  | Cuba           | 3              |   |                |                |       |  |
|  | Venezuela      | 2              |   |                |                |       |  |
|  |                |                |   |                |                |       |  |
|  |                |                |   |                | 28 de setembro |       |  |
|  |                |                |   |                | Cuba           | 3     |  |
|  |                | Brasil         | 2 |                |                |       |  |
|  |                |                |   |                |                |       |  |
|  |                |                |   |                |                |       |  |
|  |                |                |   |                | Terceiro lugar |       |  |
|  | 27 de setembro | 27 de setembro |   | 28 de setembro | 28 de setembro |       |  |
|  | Brasil         | 3              |   | Venezuela      | 3              |       |  |
|  | Argentina      | 0              |   |                | Argentina      | 0     |  |

Quinto lugar
| Data   | Hora  |                | Placar |        | Set 1 | Set 2 | Set 3 | Set 4 | Set 5 | Total | Relatório |
| ------ | ----- | -------------- | ------ | ------ | ----- | ----- | ----- | ----- | ----- | ----- | --------- |
| 27 set | 21:00 | Estados Unidos | 3–0    | México | 25–23 | 25–19 | 25–15 |       |       | 75–57 | Resultado |

Semifinais
| Data   | Hora  |        | Placar |           | Set 1 | Set 2 | Set 3 | Set 4 | Set 5 | Total   | Relatório |
| ------ | ----- | ------ | ------ | --------- | ----- | ----- | ----- | ----- | ----- | ------- | --------- |
| 27 set | 15:00 | Cuba   | 3–2    | Venezuela | 21–25 | 25–16 | 21–25 | 25–19 | 17–15 | 109–100 | Resultado |
| 27 set | 18:00 | Brasil | 3–0    | Argentina | 25–17 | 25–22 | 29–27 |       |       | 79–66   | Resultado |

Terceiro lugar
| Data   | Hora  |           | Placar |           | Set 1 | Set 2 | Set 3 | Set 4 | Set 5 | Total | Relatório |
| ------ | ----- | --------- | ------ | --------- | ----- | ----- | ----- | ----- | ----- | ----- | --------- |
| 28 set | 08:30 | Venezuela | 3–0    | Argentina | 25–19 | 25–16 | 25–16 |       |       | 75–51 | Resultado |

Final
| Data   | Hora  |      | Placar |        | Set 1 | Set 2 | Set 3 | Set 4 | Set 5 | Total   | Relatório |
| ------ | ----- | ---- | ------ | ------ | ----- | ----- | ----- | ----- | ----- | ------- | --------- |
| 28 set | 11:30 | Cuba | 3–2    | Brasil | 26–24 | 19–25 | 27–25 | 16–25 | 15–9  | 103–108 | Resultado |

## Classificação final
| Posição | Equipe         |
| ------- | -------------- |
|         | Cuba           |
|         | Brasil         |
|         | Venezuela      |
| 4       | Argentina      |
| 5       | Estados Unidos |
| 6       | México         |